# ندیمه‌ها (فیلم)
«لاس منیناس» (انگلیسی: Las Meninas) یک فیلم اکراینی به کارگردانی Ihor Podolchak و Dean Karr که سال ۲۰۰۸ منتشر شد.